# Željeznička pruga Bar – Virpazar
Željeznička pruga Bar – Virpazar je prva crnogorska pruga. Lokomotive su 13. rujna 1908. godine bile pokrenute u probni rad, da bi službeno pruga bila otvorena 2. studenog iste godine, a obavljao se putnički i robni promet.
Izgradila je ovu prugu talijanska tvrtka Compagnia di Antivari na bazi ugovora s crnogorskom državom.
Ukupna je dužina pruge 43 kilometra i trideset metara, a prolazila je od luke na Pristanu (Bar), kroz Barsko polje, uz i niz planinu Sutorman, kroz Crmnicu do Virpazara na Skadarskom jezeru.
Kolosjek je bio uskotračni od 75 centimetara, što je od standarda odudaralo za jedan centimetar. Lokomotive Paganini, Markoni i Volpi bile su izrađene po specijalnoj narudžbi u Berlinu. Po nestandardnome uskotračnom kolosijeku je pruga Bar – Virpazar postala jedinstvena u svijetu. 
Dozvoljena maksimalna brzina iznosila je 25 km na sat, ali su putnički vlakovi išli 18, a teretni 12 km na sat. Na lokomotivama i vagonima je pisalo ćirilicom Crnogorska željeznica. 
Najveći graditeljski zahvat na pruzi bio je probijanje tunela kroz planinu Sutorman dužine 1969 metara, a nalazio se na nadmorskoj visini od 550 metara.
Po Pravilniku o službi za putnike željeznicom na liniji Bar – Virpazar i Virpazar – Bar, nikome "osim Uzvišenih članova Vladalačkog doma, nije (bilo) dozvoljeno putovati bez podvoznice", a putnici koji nisu imali podvoznicu (putnu kartu) "moraju izjaviti vozovođi mjesto do kojeg namjeravaju da putuju, kao i klasu (razred) u kojoj žele putovati, i platiti vrijednost označenu na samoj podvoznici". 
Pravilnik o službi imao je 29 točaka s pravima i obvezama putnika i osoblja, od činjenice da su (citat na crnogorskom) "putnici dužni plaćati podvoznice sitnijem novcem", do zabrane ulaska "opivenih" ili putnika "pod znacima kakve priljepčive bolesti", zatim "unošenja pasa u voz, pušenja u odjeljku za nepušače i pljuvanja po patosu". 
Treba navesti i činjenicu da su Pravilnikom o službi "policijski žandari mogu putovati samo trećom klasom i to kad su pravilno snabdijeveni specijalnom podvoznicom".
Ovom prugom vlakovi su vijugali serpetinama uz planinu Sutorman 51 godinu do 29. studenog 1959. godine kada je puštena u promet pruga normalnog kolosijeka Bar – Titograd kao dio pruge Bar – Beograd.
Osnovna je ideja izgradnje pruge Bar – Virpazar bila u spajanju dvije luke, pomorske (Bar) i jezerske (Virpazar). U Baru je u tijeku bila izgradnja potpuno suvremenih lučkih postrojenja, a u Virpazaru je prošireno vodeno pristanište, nabavljena je lučka oprema, izgrađena je ranžirna stanica, robna skladišta s utovarnim rampama, izgrađena je relativno suvremena željeznička stanica s tri šinske trase, zatim ložionička stanica s kanalima i postrojenjima za pregled i opravku kola, skladišta ulja, radioničkim postrojenjima, trianglom, vodostanicom s rezervoarom za vodu, signalno-sigurnosnim postrojenjima i telefonskim postrojenjima.

## Vanjske poveznice
- U povodu obljetnice 100 godina crnogorske željeznice